# Palestine mandataire
Cet article concerne la Palestine sous le mandat britannique. Pour les autres usages du terme, voir Palestine.
1920 (mandat provisoire) - 1923 (mandat définitif) – 1948 (fin du mandat)
Entités précédentes :
- Territoires ennemis occupés

Entités suivantes :
- Émirat de Transjordanie
- Israël
- Gouvernement de toute la Palestine dans la bande de Gaza administrée par l'Égypte

La Palestine mandataire, ou Palestine sous mandat britannique,, est le statut politique proposé par la Société des Nations (SDN) en 1920 pour le territoire de la Palestine (antérieurement partie de l’Empire ottoman). Il ne sera cependant effectif qu'à partir de 1923 et prendra fin en 1948.
Le 25 avril 1920, la conférence de San Remo, après avoir décidé que les territoires arabophones de l'Empire ottoman, partie des Empires centraux défaits au cours de la Première Guerre mondiale, ne seraient pas restitués à la Turquie, adopte une résolution attribuant au Royaume-Uni un mandat sur la Palestine. Il ne s'agit que d'un mandat provisoire, appelé à être confirmé par la Société des Nations, qui précise qu'à l'est du Jourdain certaines de ses dispositions pourraient ne pas être applicables sous réserve de l'approbation de la Société des Nations, mais que les Britanniques décident de mettre en œuvre dès le 1er juillet. Le 8 décembre 1920, les Britanniques déposent leur projet de mandat définitif. Le Conseil de la Société des Nations l'approuve le 24 juillet 1922.
Entre 1920 et 1923, le mandat sur la Palestine comprenait les territoires actuels de la bande de Gaza, de l'État d'Israël (à l'exception du plateau du Golan), de la Cisjordanie, et du royaume hachémite de Jordanie.
Le 16 septembre 1922, le Conseil de la Société des Nations vote une résolution agréant la proposition de la part du Royaume-Uni d’exclure la Transjordanie (qui sera le futur royaume hachémite de Transjordanie, créé en mai 1946) de l’ensemble du territoire du mandat, et le mandat définitif entre en vigueur le 29 septembre 1923. Ses termes exacts et sa délimitation ont été l’objet de tractations entre Britanniques, Français et habitants de Palestine (de toute religion) dans le contexte des différents accords et promesses passés entre eux. Le mandat a pour objectif la mise en place en Palestine d’un « foyer national pour le peuple juif, étant clairement entendu que rien ne devrait être fait qui puisse porter atteinte aux droits civils et religieux des communautés non juives existant en Palestine, ou aux droits et au statut politique dont jouissent les juifs dans tout autre pays », selon les termes de la déclaration Balfour du 2 novembre 1917.
À partir du 29 septembre 1923 et jusqu'à la fin du mandat et la proclamation de « l'État juif » en mai 1948, la Palestine mandataire comprend les territoires actuels de la bande de Gaza, de l'État d'Israël (à l'exception du plateau du Golan), et de la Cisjordanie.
Au niveau démographique, la population de la Palestine passe de 525 000 musulmans, 60 000 Juifs (selon Justin Mc Carthy, Henry Laurens et Nadine Picaudou),, et 70 000 chrétiens en 1914, à 1 181 000 musulmans, 630 000 juifs et 143 000 chrétiens en 1947, peu avant la fin du mandat.
La Palestine mandataire fut le terrain d'un conflit de plus en plus violent entre Arabes et Juifs palestiniens dont les revendications nationalistes respectives ne purent aboutir sous le mandat britannique. Ainsi éclata la grande révolte arabe de 1936-1939 en Palestine mandataire.
Après la Seconde Guerre mondiale, l'ONU remplace la SDN et le système de tutelle celui du mandat. Le 25 mai 1946, le royaume hachémite de Transjordanie est créé. En février 1947, face aux grandes difficultés qu'ils rencontrent sur le terrain avec la  guerre civile en cours, les Britanniques demandent à l’ONU de débattre de la question de la Palestine et du devenir de leur mandat. Le 29 novembre 1947, l’Assemblée générale de l'ONU approuve par le vote de sa résolution 181 le plan de partage de la Palestine élaboré par le Comité spécial des Nations unies sur la Palestine (UNSCOP) et la fin du mandat, programmée au 15 mai 1948. Le plan de partage est cependant rejeté par la majorité des Palestiniens arabes et une petite partie de l'opinion juive.
Quelques heures avant la fin du mandat, l'indépendance de l'État d'Israël est proclamée, le 14 mai 1948 à Tel Aviv, par le conseil du Yichouv, présidé par David Ben Gourion. Le lendemain 15 mai est le dernier jour de la présence de l'administration mandataire, avec le départ effectif du dernier Haut-Commissaire, le général Alan Gordon Cunningham. La déclaration d'indépendance et le départ des forces d'interposition britanniques entraînent la guerre israélo-arabe de 1948-1949.

## Origines et mise en place du Mandat

### Cadre juridique

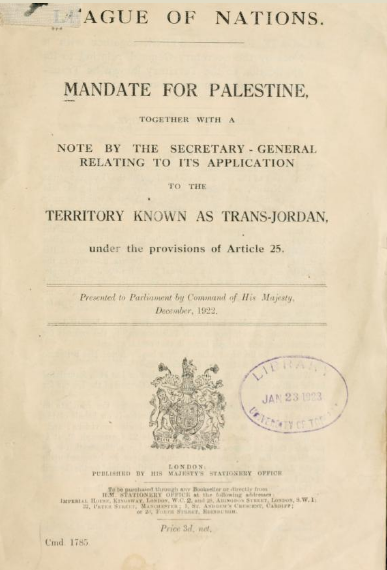
Le mémorandum du mandat présenté au parlement du Royaume-Uni en décembre 1922.

Le texte du mandat est formellement confirmé par la Société des Nations le 24 juillet 1922 et prend effet le 29 septembre 1923. Le mandat a pour but de rendre effectifs l'article 22 du pacte de la Société des Nations et les résolutions de San Remo du 25 avril 1920. Le préambule reconnait la responsabilité du Royaume-Uni dans l'application de la déclaration du 2 novembre 1917, en accord avec les principales puissances alliées, afin de favoriser l'établissement en Palestine d'un foyer national pour le peuple juif.
Le mandat est un instrument juridique et administratif. Les accords de San Remo ne définissent pas précisément de frontières au mandat. En août 1919, selon lord Balfour, la Palestine comprend des territoires à l'est du Jourdain. La proposition britannique à la conférence de 1919 propose de fixer la séparation à 10 km de cette rivière. La frontière nord du mandat, celle du Liban, est définie selon les accords franco-britanniques de 1920 puis est modifiée avec les accords Paulet-Newcombe de 1922. La frontière sud reste inchangée depuis les accords entre l'Égypte et l'Empire ottoman de 1906 ; celle de la Transjordanie reste indéterminée jusqu'à son tracé par Winston Churchill en 1921, puis est définie par les accords de Hadda pour l'unification de l'Arabie saoudite. La frontière de la Transjordanie avec l'Irak est déterminée en 1922 et formellement documentée en 1932. Le gouvernement turc renonce au territoire de la Palestine avec la signature du traité d'Ankara en 1921.
La liberté de conscience et la liberté de culte sont garanties par l'autorité mandataire selon l'article 15 du mandat.
|       |              | Chronologie                                                                                     | Chronologie                                                                    | Chronologie                          |               |
|       |              |                                                                                                 | Administration                                                                 | Administration                       |               |
| Année | Date         | Document                                                                                        | Palestine                                                                      | Transjordanie                        | Transjordanie |
| ----- | ------------ | ----------------------------------------------------------------------------------------------- | ------------------------------------------------------------------------------ | ------------------------------------ | ------------- |
| 1920  | 25 avril     | La conférence de San Remo acte l'assignation d'un mandat pour la Palestine à la Grande-Bretagne | Administration d'un territoire ennemi occupé (Territoires ennemis occupés)     | Royaume de Syrie / Royaume du Hedjaz |               |
|       | 23 juillet   |                                                                                                 |                                                                                | Bataille de Khan Mayssaloun          |               |
|       | 10 août      | Signature du traité de Sèvres                                                                   |                                                                                |                                      |               |
|       | 20 août      |                                                                                                 |                                                                                | Proclamation d'Herbert Samuel à Salt |               |
| 1921  | 12-30 mars   | Conférence du Caire                                                                             |                                                                                |                                      |               |
|       | 11 avril     |                                                                                                 |                                                                                | L'émirat de Transjordanie est établi |               |
| 1922  | 24 juillet   | Les termes du mandat sont acceptés par la Société des Nations                                   |                                                                                |                                      |               |
|       | 10 août      |                                                                                                 | La Grande-Bretagne met fin au gouvernement militaire par un décret en conseil. |                                      |               |
|       | 16 septembre | Mémorandum de Transjordanie (en)                                                                |                                                                                |                                      |               |
| 1923  | 25 avril     |                                                                                                 |                                                                                | Déclaration d'indépendance           |               |
|       | 29 septembre | Le mandat prend effet                                                                           |                                                                                |                                      |               |

## Signature des accords

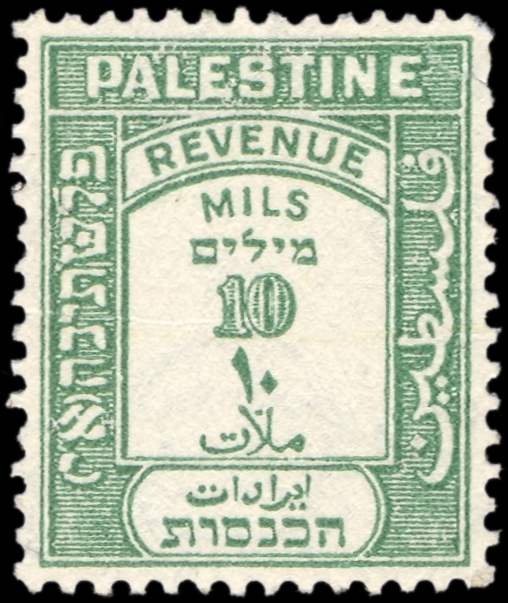
Timbre-poste de la Palestine mandataire.

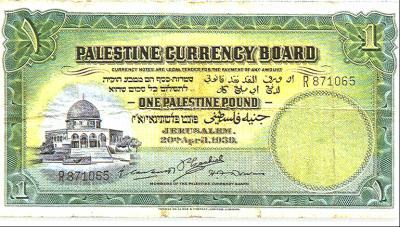
Billet de banque trilingue de 1 livre (anglais, arabe et hébreu) de la Palestine mandataire.

Durant la Première Guerre mondiale, les Britanniques cherchent auprès des Arabes un soutien pour mener leur offensive contre l’Empire ottoman à partir de l’Égypte. L’officier britannique Thomas Edward Lawrence, connu plus tard en tant que « Lawrence d’Arabie », est chargé de la prise de contact et des négociations avec les Arabes. Ceux-ci acceptent de se révolter à la suite des promesses écrites (correspondance Hussein-MacMahon de 1915) faites par Henry McMahon à Hussein ibn Ali en 1915. En parallèle, les Britanniques et les Français se partagent en secret le Proche-Orient dans le cadre des accords Sykes-Picot signés en 1916.
Les accords Sykes-Picot poussent un certain nombre de familles arabes à adopter une perspective pan-islamiste et nationaliste arabe. Certains nationalistes arabes rejettent la nouvelle administration britannique, avec un sentiment « anti-européen et anti-chrétien ». 
Le territoire de la Palestine prévu par les occidentaux pour accueillir le « foyer national juif », ne reçoit pas d'objection d'Hussein ben Ali lors des négociations avec les Britanniques. La Déclaration Balfour de 1917 reconnaît de jure cette décision qui sera reconnue en 1920 par les grandes puissances de l'époque puis à nouveau en 1922. Selon les historiens, plusieurs raisons expliquent la décision occidentale. Les Arabes de Palestine ne sont pas consultés pour différentes raisons : ayant combattu contre les Alliés au sein des forces ottomanes lors de la Première guerre mondiale et n'étant pas une entité reconnue ou souveraine du territoire. 
Le corps expéditionnaire britannique, commandé par le général Edmund Allenby, comprenant notamment les volontaires juifs de la Légion juive, repousse hors de Palestine les forces ottomanes et allemandes avec le soutien des forces arabes d’Hussein, qui prennent Damas. Le 11 décembre 1917, le général Allenby entre à Jérusalem à la tête de ses troupes et les forces ottomanes se rendent aux Britanniques.
Après la guerre, de nouvelles organisations politiques sont créées par la nouvelle génération arabe, défendant le panarabisme (Grande Syrie) et rejetant les projets britanniques. Les traités et arrangements conduisent à une radicalisation du monde arabe, ainsi que de la population arabe de la Palestine selon notamment Henry Laurens,,.

## Conférences et négociations

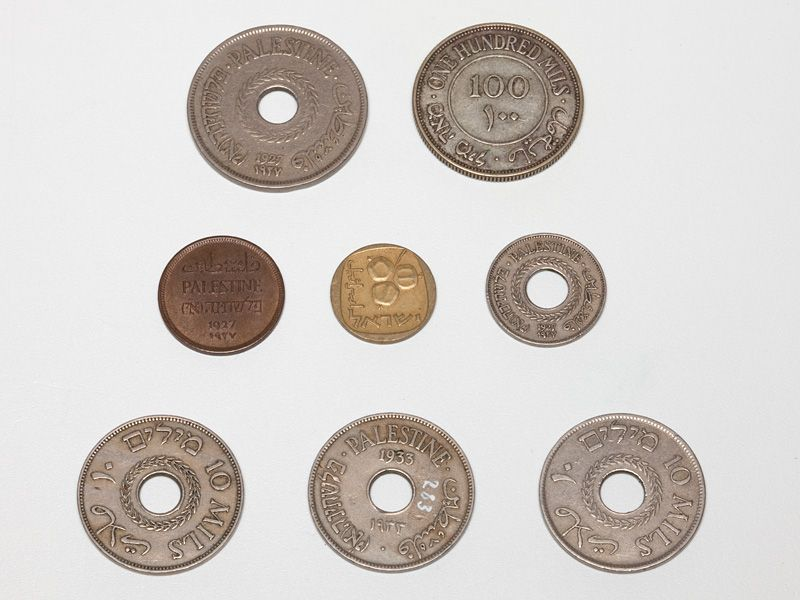
Pièces de 1922 à 1948 [sauf la pièce centrale], provenant de la Palestine mandataire. Dans la collection du Musée juif de Suisse.

Dès la fin de la guerre, les représentants des organisations sionistes mettent en place en Palestine les structures de base d'un « foyer national juif ».
En 1919, à la conférence de la paix de Paris, les États victorieux se partagent l’Empire ottoman et y décident notamment de la mise en place de mandats. Les représentants sionistes et arabes y font également valoir leurs revendications : Weizmann et Fayçal y négocient un accord où ce dernier reconnaît la légitimité des aspirations sionistes à la condition que les Britanniques respectent les promesses de McMahon à Hussein.
Ces dernières sont néanmoins contraires aux accords Sykes-Picot. Les Français veulent établir leurs mandats en Syrie et au Liban tandis que Fayçal Ier revendique ces territoires dans son royaume de Grande Syrie, incluant la Palestine. Des heurts opposent régulièrement combattants arabes et soldats français. Des manifestations pro-Fayçal et antisionistes sont régulièrement organisées en Syrie et en Palestine.
En avril 1920, quelques jours avant la conférence de San Remo où le sort de la région doit se décider, des émeutes éclatent à Jérusalem. Elles sont fomentées par plusieurs représentants nationalistes arabes partisans de Fayçal avec le soutien probable de hauts officiers britanniques. Elles font 10 morts et près de 250 blessés.
Le 20 avril, la conférence de San Remo entérine malgré tout la décision de mise en place des mandats français en Syrie et au Liban et celle d’un mandat britannique sur la Palestine. En juillet 1920, Herbert Samuel, un Britannique juif pro-sioniste, prend ses fonctions en Palestine en tant que premier haut-commissaire, mettant fin à l'administration directe des militaires britanniques tandis que Fayçal est chassé de Damas par les troupes françaises. La Syrie est alors sous mandat français comme le Liban.

## Définition finale du mandat et de ses frontières
Le mandat indique que le Royaume-Uni doit notamment :
- « placer le pays dans des conditions politiques, administratives et économiques qui permettront l’établissement d’un foyer national juif et le développement d’institutions d’autogouvernement » ;
- « faciliter l’immigration juive et encourager l’installation compacte des Juifs sur les terres ».

Toutefois, en vertu des accords entre McMahon et le chérif de la Mecque de 1916 promettant l'indépendance arabe notamment dans les territoires situés à l’est du « sandjak de Jérusalem »,, de la déclaration Balfour de 1917 promettant l'établissement d'un foyer national juif en Palestine, à la suite des émeutes de Jérusalem de 1920 et de nouvelles émeutes en 1921 et des revendications territoriales du mouvement sioniste, et à la suite de la création de l'émirat de Transjordanie en 1921, les autorités britanniques précisent, avant sa publication finale, plusieurs limites dans la portée du mandat sur la Palestine.
Dans son Livre blanc de 1922, Winston Churchill souligne que ces dispositions ne signifient pas, comme les représentants sionistes l’estiment, que : « la Palestine en entier devrait être convertie en un foyer national juif, mais qu’un tel foyer devrait être fondé en Palestine. »
Concrètement, par ces dispositions, les Britanniques limitent le mandat de facto et concentrent l’immigration juive aux territoires situés à l’ouest du Jourdain. Les Britanniques exigent également des autorités sionistes qu’elles reconnaissent ces dispositions avant la publication officielle des termes du mandat. Chaim Weizmann finit par les accepter malgré les prétentions des sionistes qui revendiquaient le droit d’étendre le foyer national juif à une partie de la Transjordanie (ainsi qu’à une partie du Liban et d'une partie de la Syrie, soit le plateau du Golan).
Pour officialiser ces dispositions, peu avant sa promulgation, est ajouté aux termes du mandat un 25e article, qui dispose que :

« dans les territoires situés entre le Jourdain et les frontières est [du mandat] de Palestine comme déterminées ultérieurement, le mandataire pourra (…) reporter (…) l’application de certaines [de ses] clauses. (…) »

.
L’ensemble des dispositions est entériné par la Société des Nations le 24 juillet 1922,. Elles entrent officiellement en vigueur le 29 septembre 1923 quand les Français et les Britanniques officialisent le tracé des frontières entre leurs mandats respectifs.

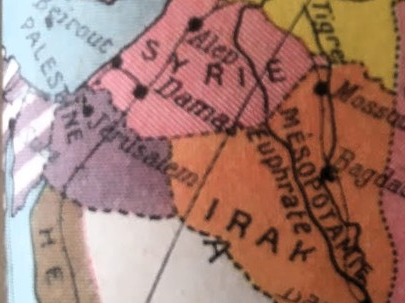
Tirée du Nouvel Atlas classique de M. Fallex, cette carte d'époque inclut la future Transjordanie dans la Palestine mandataire.

La Palestine mandataire, à gauche, et la Transjordanie, elle aussi un protectorat britannique, à droite.

Les territoires palestiniens du mandat britannique de 1922 correspondent de nos jours à Israël, à la Jordanie, aux territoires occupés par l'État d'Israël depuis la fin de la guerre des Six Jours (10 juin 1967) et au territoire confié à l'Autorité Palestinienne, depuis les accords de 1993 .

## Histoire

### Conquête du territoire aux Ottomans

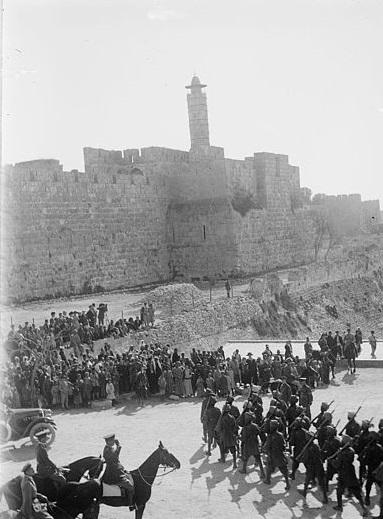
Décembre 1917, parade militaire à Jérusalem.
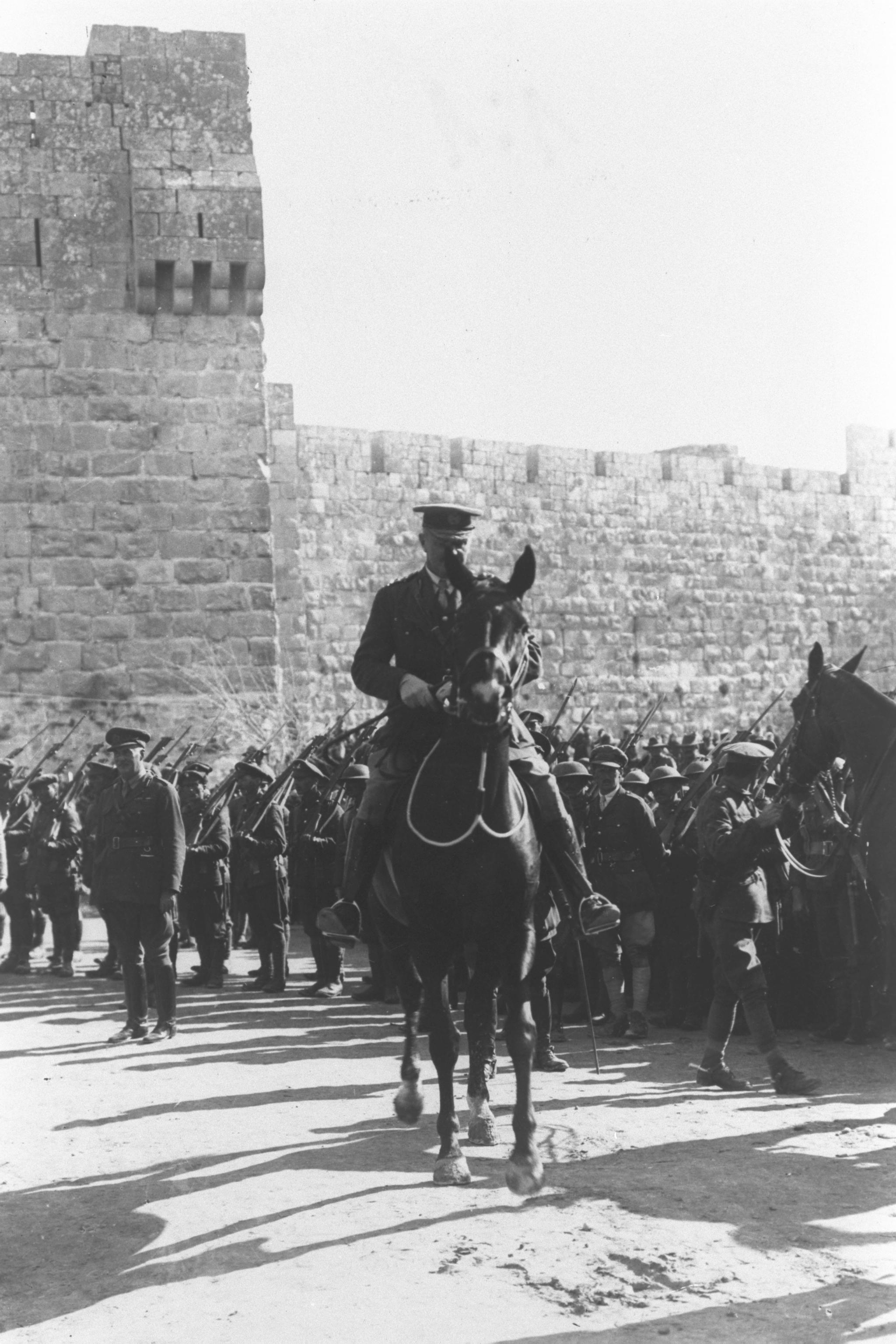
Le général Allenby entre à Jérusalem le 11 décembre 1917.
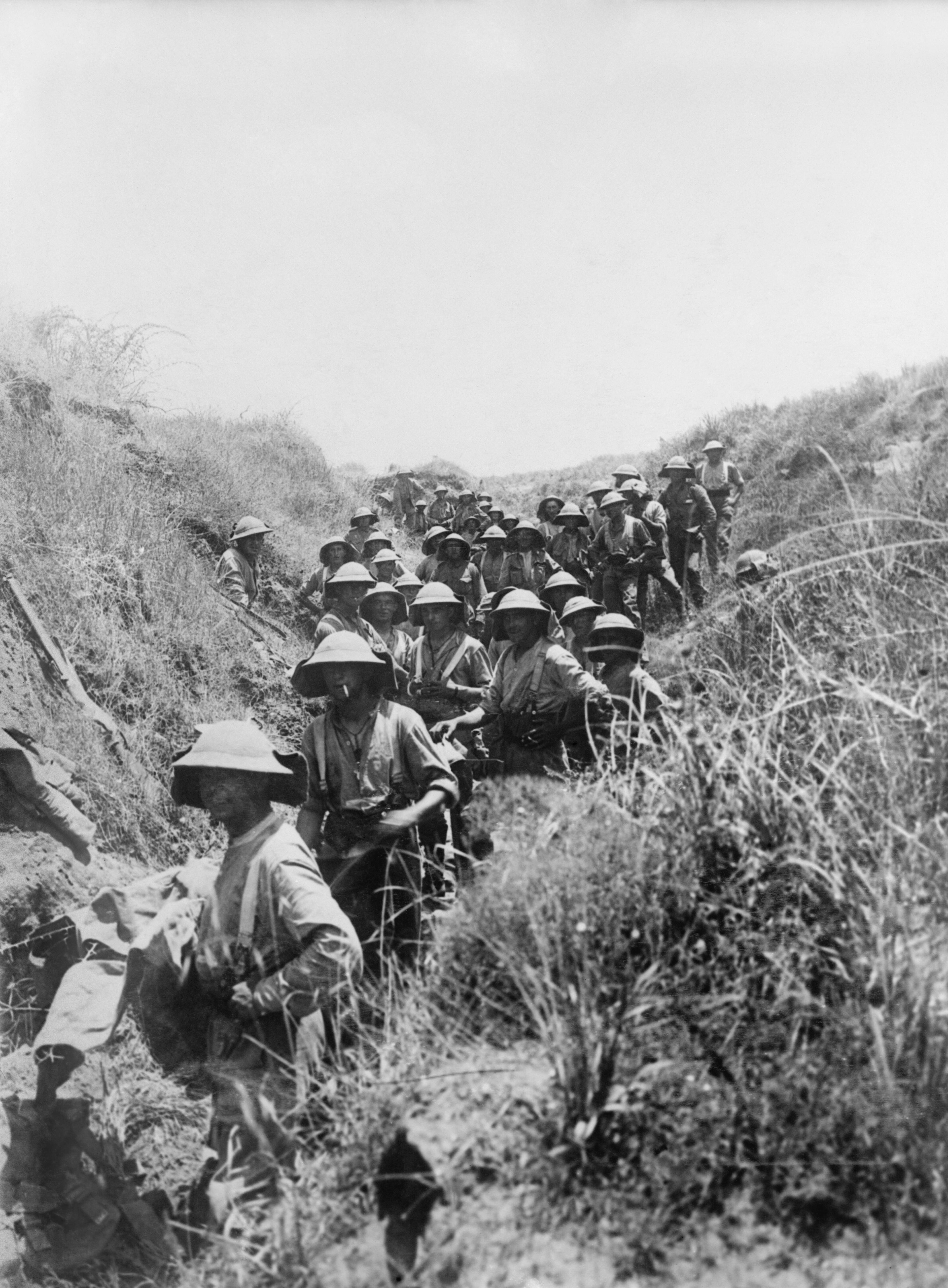
Dans les tranchées à Arsouf le 8 juin 1918.
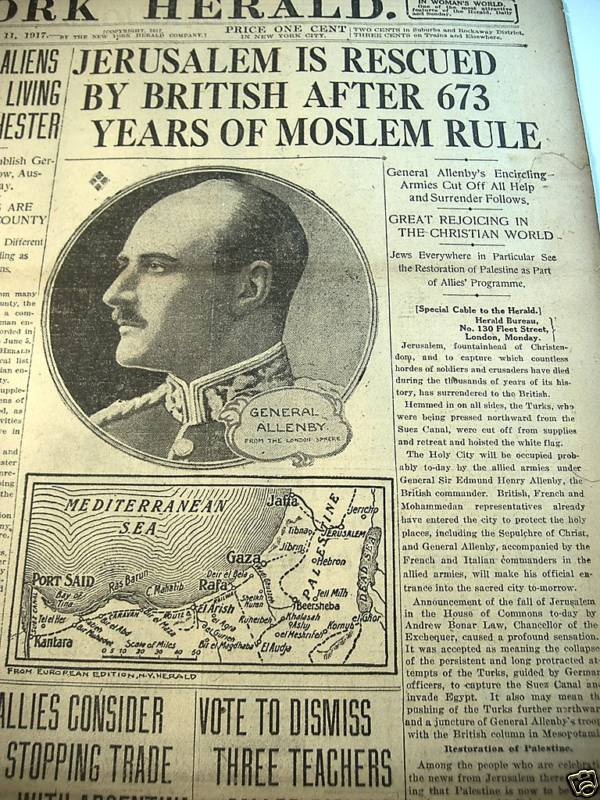
Titre du New York Herald : « Jérusalem est sauvée par les Britanniques après 673 années de règne musulman ».
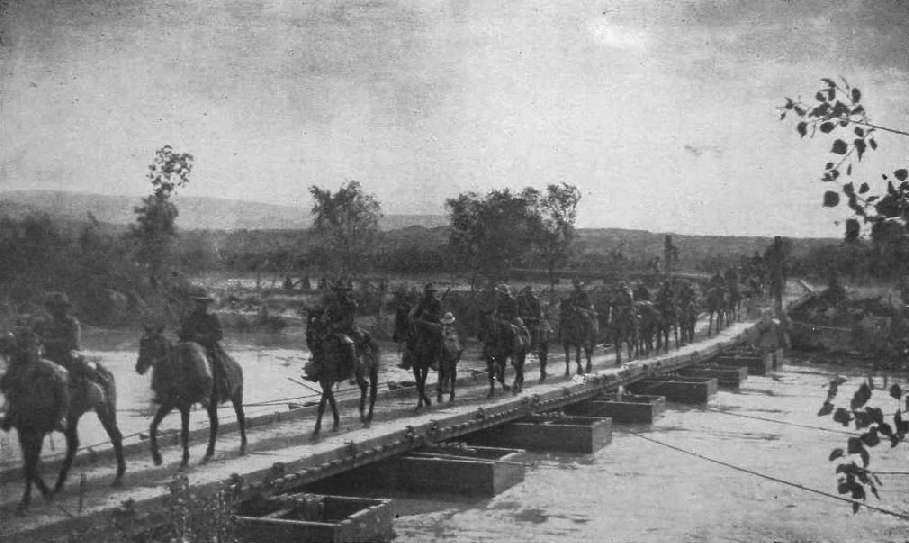
Troupes néozélandaises franchissant le Jourdain.

### Conflit entre Arabes et Juifs

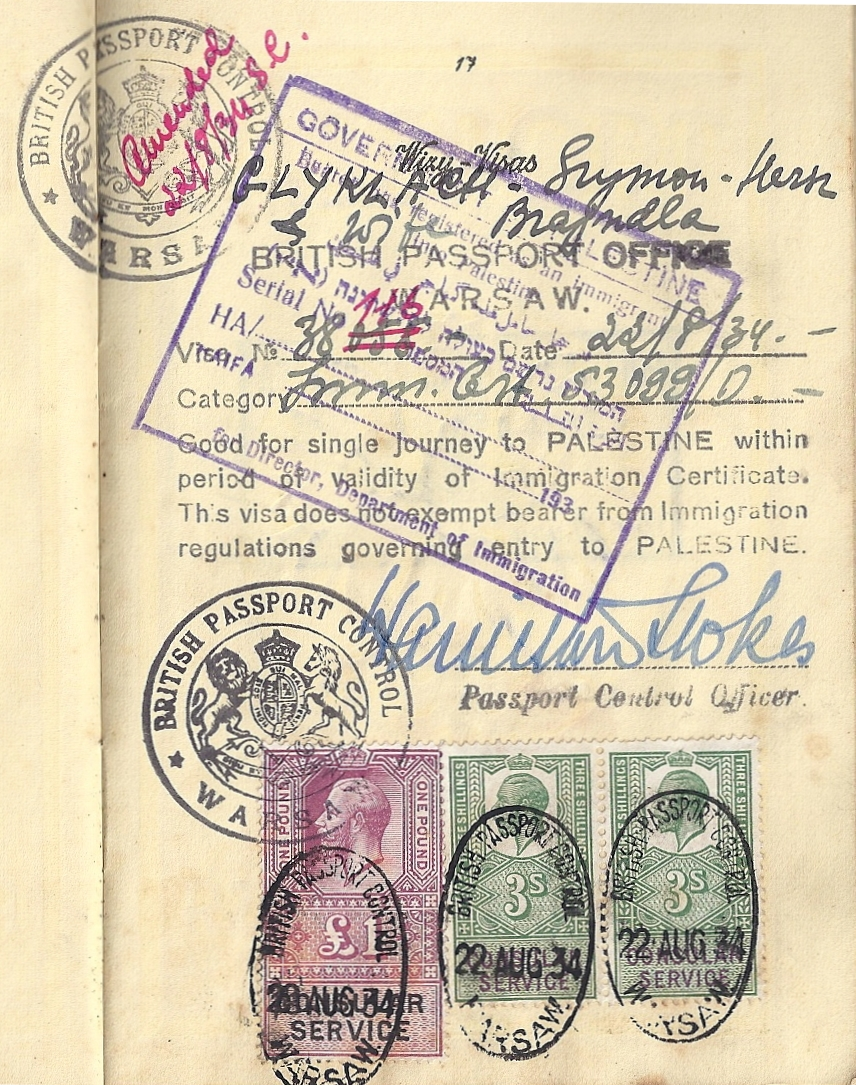
Page du passeport d'un couple de Juifs polonais (Simon Hirsch et Breindl Gliklich Ruben de Volhynie, aujourd'hui en Ukraine) émigrant en Palestine, où figurent la validation de contrôle de l'ambassade britannique à Varsovie, le paiement de la taxe d'une livre et six shillings, le timbre principal qui est un visa pour le permis d'émigrer et le tampon indiquant l'entrée réelle en Palestine (1934).

La partie située à l’ouest du Jourdain conserve le nom de « Palestine ». Pour répondre aux termes du mandat, l’Agence juive est créée. Elle favorise une large immigration juive. L’Agence juive devient progressivement un proto-État doté d’une assez large autonomie au sein de l’empire britannique.

La population juive passe de 85 000 en 1914 à 630 000 en 1947. Selon Justin Mc Carty, Henry Laurens et Nadine Picaudou, la population juive en 1914 serait autour de 60 000 personnes. Nadine Picaudou écrit que « le chiffre de 85 000 a été diffusé par J. B. Baron, premier directeur du recensement dans la Palestine du mandat et repris à Arthur Ruppin responsable du Bureau de la colonisation juive. Or les archives ottomanes recensent 38 000 Juifs nationaux auxquels il convient d'ajouter une frange de non-nationaux qui porterait le total de la population juive de Palestine à la veille de la guerre à environ 60 000. Le rectificatif est d'autant plus important que les statistiques postérieures à la guerre font état de 55 000 Juifs sur le territoire palestinien ». Dans La Question de Palestine tome premier, Henry Laurens écrit que « le nombre - repris de livre en livre - de 80 000 Juifs en 1914 est probablement exagéré. On peut estimer plus raisonnablement qu'ils sont environ 60 000 en 1914. »,,, Pour David Ben Gourion, qui témoignant devant la Commission Peel, le 7 janvier 1937, déclare « Au moment où a été donnée la Déclaration Balfour [2 novembre 1917], il y avait dans le pays soixante mille Juifs... nous sommes aujourd'hui [janvier 1937] quatre cent mille âmes ». Dans sa biographie Ma vie, Golda Meir écrit « Lorsque je suis arrivée en 1921, sa population juive s'élevait à 80 000 personnes ».

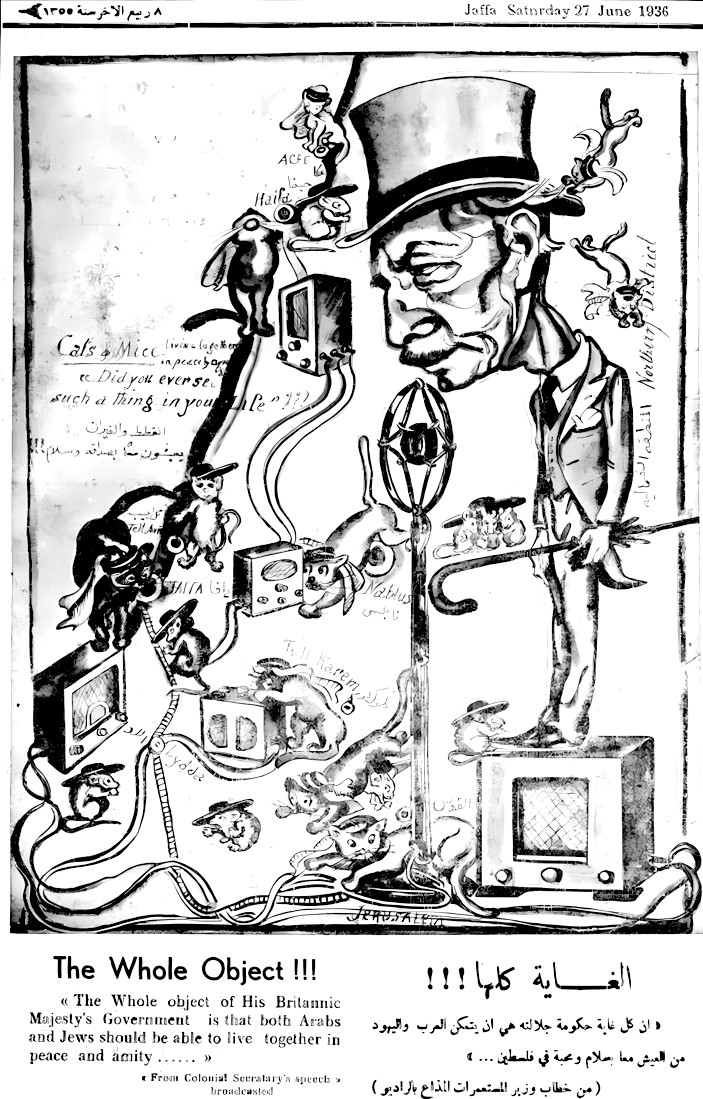
"Discours du secrétaire colonial britannique sur la paix souhaitée en Palestine": [https://www.nli.org.il/en/newspapers/?a=d&d=falastin19360627-01.1.1&e=-------en-20--1--img-txIN%7ctxTI--------------1 une caricature de 1936 publiée dans le journal de langue arabe Falastin sur le sionisme et la Palestine

La population arabe rejette le projet sioniste. Des manifestations sont organisées contre l’immigration juive et contre le mandat. Des délégations sont envoyées auprès des autorités de Londres. 

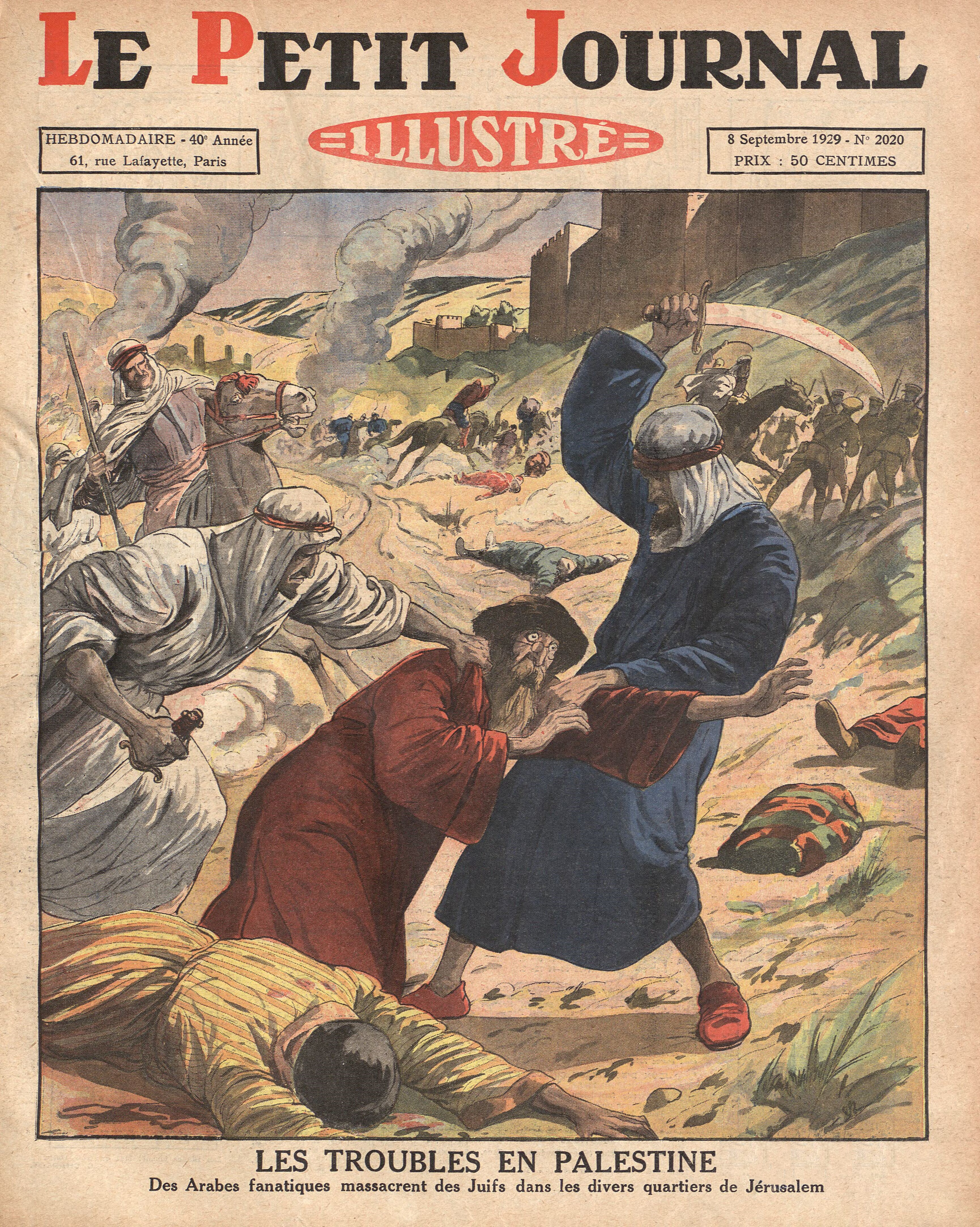
« Les troubles en Palestine. Des arabes fanatiques massacrent des Juifs dans les divers quartiers de Jérusalem ».
Illustration en une du Petit Journal consacrée aux émeutes de 1929 en Palestine mandataire.

Des troubles éclatent également (émeutes de 1920, 1921 et 1929) en réponse de quoi les autorités mandataires envoient des commissions d’enquête (comme la commission Shaw après les émeutes de 1929 ou la commission Peel en 1937. Les troubles aboutissent à un véritable soulèvement lors de la révolte arabe de 1936-1939.
À partir de 1925, le cheikh syrien Izz al-Din al-Qassam conduit un mouvement visant à mettre fin au mandat britannique, sous le couvert d'activités religieuses ce qui lui permettait de ne pas être inquiété par les autorités britanniques, composé de cellules de cinq personnes, constituées surtout de paysans qui ont perdu leur bien et étaient nombreux dans les quartiers misérables de Haïfa. Le mufti Mohammed Amin al-Husseini est fortement opposé à ses actions ouvertes. Le cheikh est finalement tué en 1935 par les Britanniques qui l’assiègent avec deux cents de ses partisans. Sa mort est l'un des éléments déclencheurs de la grande révolte arabe de 1936-1939 qui voit les Arabes palestiniens, secondés par des volontaires des pays voisins, entrer en lutte armée contre les Britanniques. Ces derniers décident de mater la révolte violemment et dépêchent en Palestine plusieurs divisions pour combattre les Arabes. Ils se font seconder par des unités para-militaires sionistes « Special Night Squads » et la « Jewish Settlement Police ». En riposte aux attaques arabes, l’Irgoun, une milice sioniste de droite, organise de son côté de nombreux attentats. Fin 1939, la révolte aura fait près de 5 000 morts et son échec militaire aboutit au démantèlement des forces paramilitaires arabes et à l'arrestation ou à l'exil de ses dirigeants. Elle provoque le renforcement des forces paramilitaires sionistes, notamment avec le soutien des Britanniques. Au total, la révolte arabe a fait, selon Dominique Perrin, environ 7 000 morts et blessés dont 3 500 Arabes, 2 500 Juifs et 600 Britanniques.
L'importance stratégique de la Palestine s'est encore accrue avec l'ouverture de l'oléoduc de Mossoul à Haïfa en 1935. Afin d'apaiser le mécontentement des Arabes et craignant de faire basculer les pays arabes dans le camp de l’Allemagne à la veille de la Seconde Guerre mondiale, les Britanniques publient, en 1939, un troisième Livre blanc par lequel ils réduisent drastiquement l’immigration juive, limitent la vente de nouvelles terres aux Juifs et annoncent que, sous dix ans, la Palestine pourra devenir un État indépendant unitaire, comme l’exigent les représentants arabes palestiniens.

### Seconde Guerre mondiale

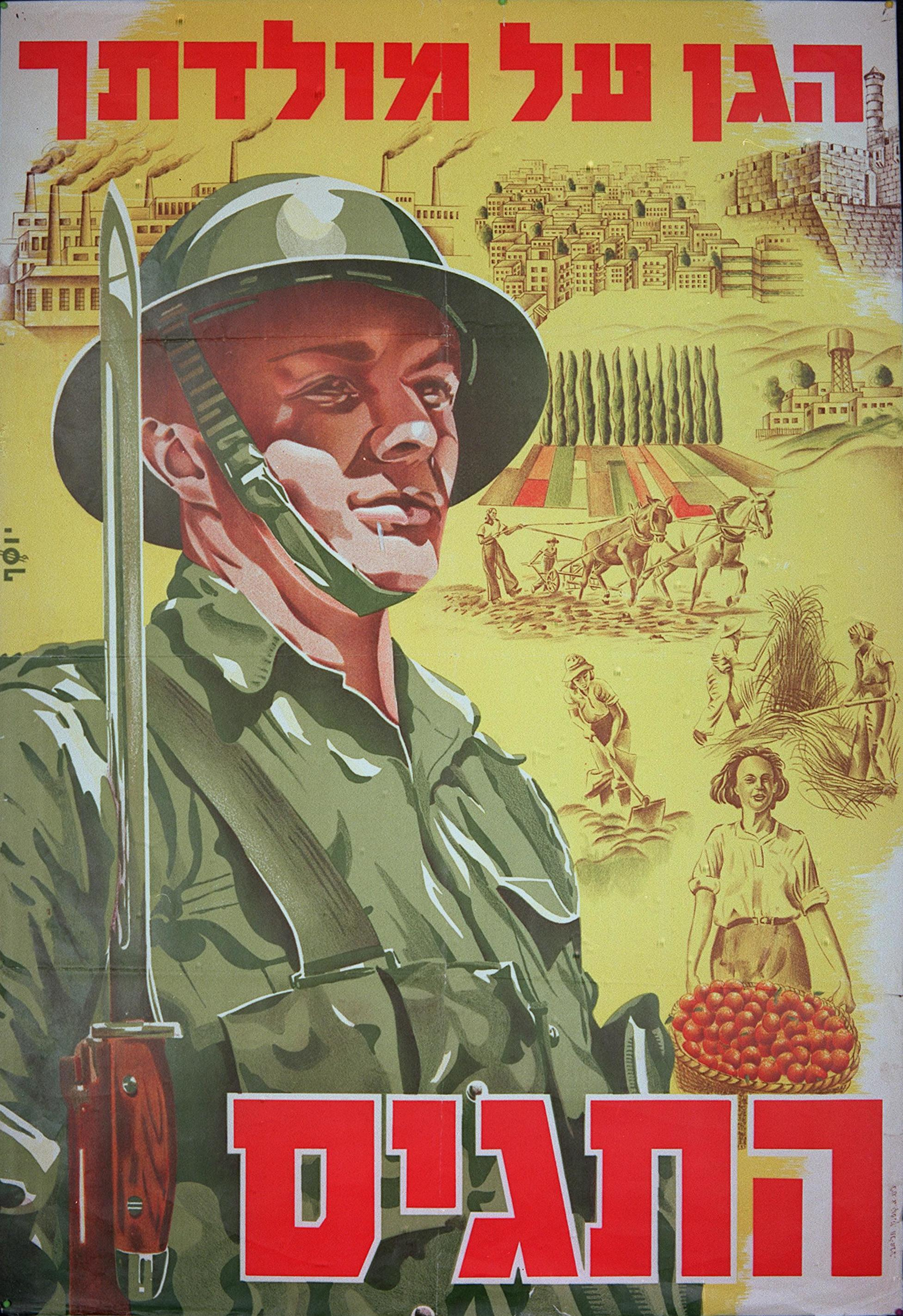
Affiche encourageant les Juifs du Yichouv à combattre dans l'armée britannique : « Défends ta patrie, engage-toi ! »

Durant la Seconde Guerre mondiale, la Palestine mandataire reste à l’abri des combats même si elle fait l’objet d’attaques de la part de l’Axe, notamment de raids aériens italiens en 1940 et 1941.
Les Palestine Regiments, comportant des bataillons juifs et arabes, participent au sein des troupes britanniques aux combats en Europe méditerranéenne comme à ceux du Moyen-Orient. Le gouvernement britannique refuse initialement la proposition de l’Organisation sioniste mondiale de constituer une force armée juive clairement identifiée en tant que telle mais accepte finalement la création de la Brigade juive à l’automne 1944.

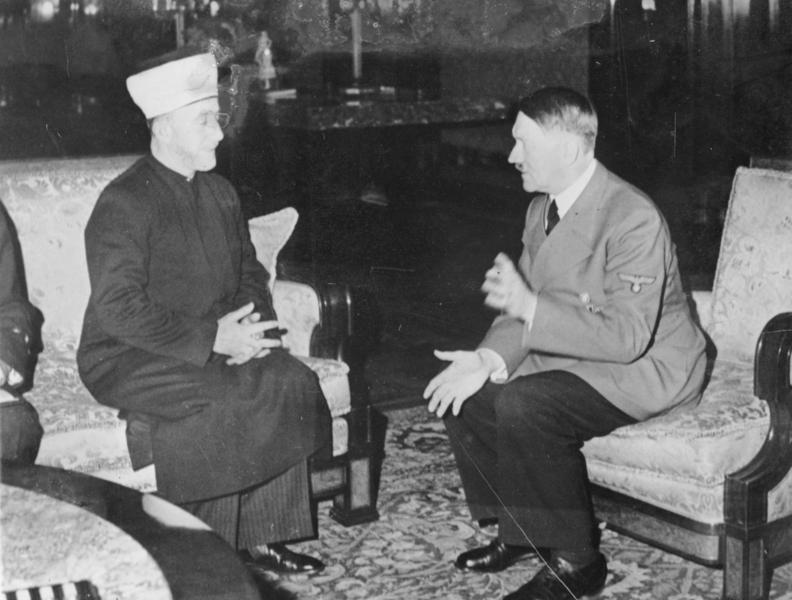
Le grand mufti de Jérusalem, Amin al-Husseini, affirme au côté de Hitler que les Juifs sont les ennemis communs de l’islam et de l'Allemagne nazie (novembre 1941).

Le grand mufti de Jérusalem, Mohammed Amin al-Husseini, principal instigateur de la grande révolte arabe de 1936 a fui la Palestine en 1937 pour se rendre au Liban. Il sera ensuite expulsé d'Irak. Durant la guerre, il soutient la révolte anti-britannique de Rachid Ali al-Gillani puis se réfugie en Italie et en Allemagne. Il y collabore avec les nazis, notamment en participant à la création de la 13e division SS Handschar, avec des effectifs bosniaques fournis par la Croatie et en participant à des émissions de propagande anti-britannique.

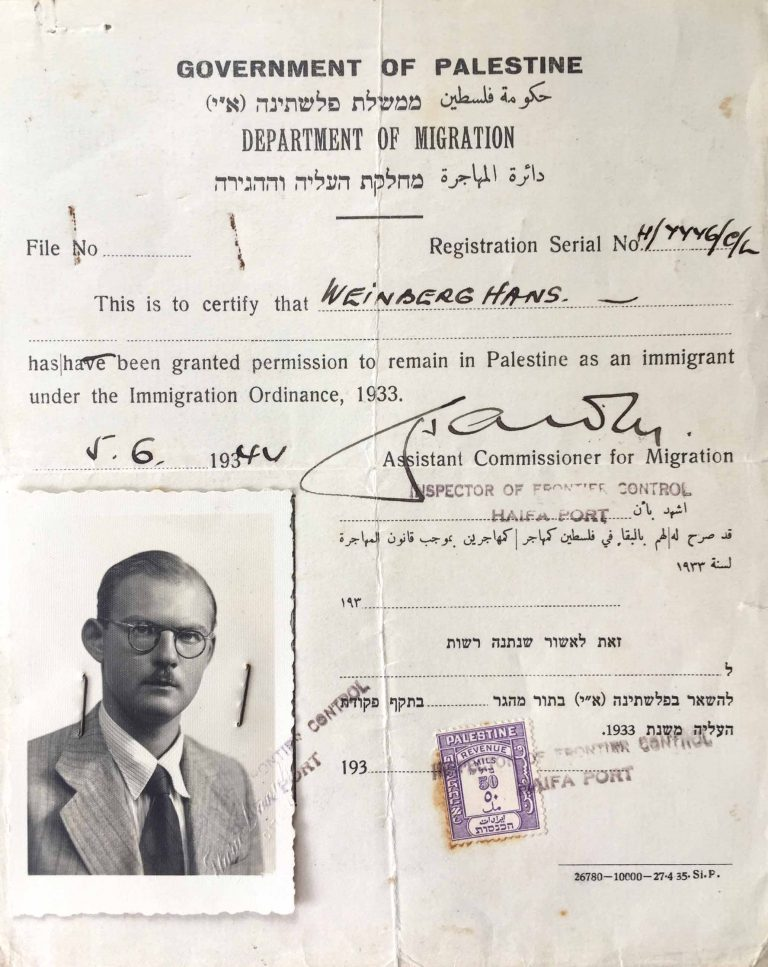
Permis de séjour pour Hans Weinberg, par le gouvernement de Palestine, Département des Migrations (5 juin 1944)

La Seconde Guerre mondiale est globalement une période de trêve entre les protagonistes. Mais dès mars 1945, l’Irgoun appuyé par le groupe Stern entre en conflit avec le Royaume-Uni en réaction à l’interdiction de l’immigration des Juifs en Palestine encore sous mandat . Pendant un temps, ils sont secondés par la Haganah et le Palmah. Ces groupes utilisent la lutte armée contre l’administration et les soldats britanniques. Par exemple, le 6 novembre 1944, le ministre-résident Lord Moyne est assassiné au Caire par des membres du groupe Stern.
Le 22 juillet 1946, un attentat terroriste de l’Irgoun contre l’hôtel King David, centre de l’administration britannique à Jérusalem, fait 92 morts, en dépit du probable avertissement donné avant l'explosion. Malgré leurs 100 000 hommes en Palestine, les Britanniques sont démunis face à cette violence qu’ils ne peuvent mater comme la révolte arabe de 1936. Selon Henry Laurens, il n’est pas possible pour eux d’utiliser contre des Occidentaux, et de surcroît contre des Juifs après la Shoah, des méthodes utilisées contre des indigènes. Devant leur incapacité à concilier les points de vue arabe et juif, face aux coups reçus et aux trop nombreuses pertes, ils décident en février 1947 de mettre un terme à leur mandat et de remettre la « question de la Palestine » à l’ONU. Les événements se calment après cette annonce britannique.

### Fin du mandat britannique, nouveaux conflits entre Juifs et Arabes

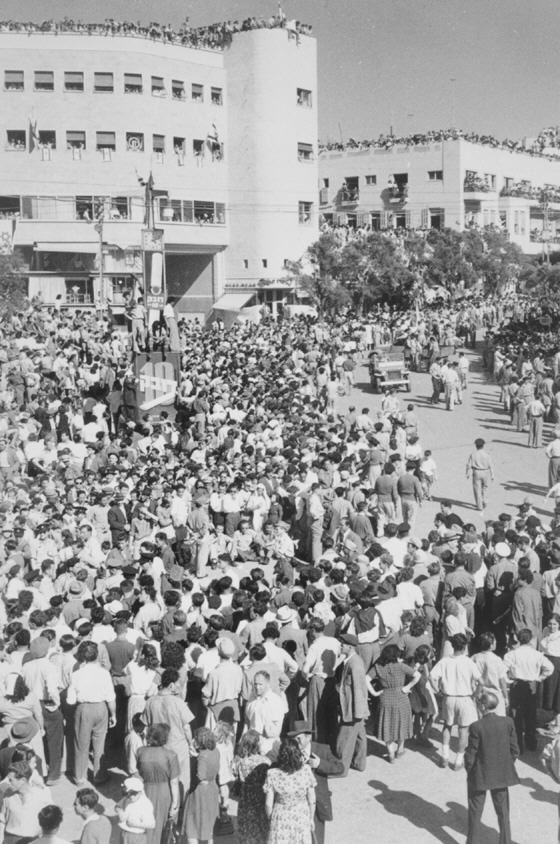
La foule célébrant l'annonce du plan de partage de la Palestine, instituant un État juif, Mograbi Square, Tel-Aviv (30 novembre 1947), photographie de Yaakov Rosner.

Sur la base du rapport de sa commission d’enquête, réunie tout au long de l'année et qui a auditionné les leaders sionistes et arabes, l'Assemblée générale de l'Organisation des Nations unies vote le 29 novembre 1947 le plan de partage de la Palestine entre un État juif, un État arabe et une zone sous contrôle international autour de Jérusalem. Les autorités sionistes, à l’exception des partisans du Lehi, scission de l'Irgun, organisation armée de droite et des révisionnistes de Menahem Begin, acceptent le plan de partage. Les représentants arabes palestiniens et les nations arabes le rejettent, l'estimant injuste et persuadés de rapidement gagner tout conflit militaire contre la communauté juive de Palestine.
Entre le vote du plan de partage et la fin officielle du mandat britannique en mai 1948, la Palestine connaît une période de guerre civile entre ses communautés juive et arabe, dont violence ira croissant, en particulier dans les centres urbains de Jérusalem, Haïfa et Jaffa lorsque des attentats à la bombe y sont perpétrés. Bien qu’ils soient responsables en théorie de l’ordre public jusqu'en mai 1948, les Britanniques se limitent à veiller sur leurs routes d’évacuation. La situation évolue rapidement en conflit armé : fin mars 1948, un rapport fait état de 2 037 morts et 4 275 blessés. Des volontaires arabes étrangers entrent en ex-Palestine mandataire et début avril, la Haganah passe à la contre-offensive. Des massacres sont perpétrés dans le village arabe de Deir Yassin le 9 avril par l'Irgun et au mont Scopus contre un convoi de personnels médicaux et de patients se rendant au centre médical juif Hadassah (en) le 13. Une partie de la population arabe palestinienne fuit les combats ou est expulsée, par les groupes combattants sionistes ; une autre reste aussi sur place, comme c'est le cas pour le village d'Abou Gosh.
Le départ du haut commissaire britannique, marquant la fin du mandat, a lieu le 15 mai 1948 . Les soldats britanniques (plus de 100 000 hommes en fin 1947) se sont retirés progressivement de la région. Israël déclare alors son indépendance. Le lendemain du jour de la création de l'État d'Israël le 14 mai 1948, terme du mandat et du fait du rejet du plan de partage de la Palestine par les Arabes palestiniens et les pays arabes, la première guerre israélo-arabe commence avec l’entrée en Palestine de plusieurs corps expéditionnaires arabes.

## Population

### Démographie

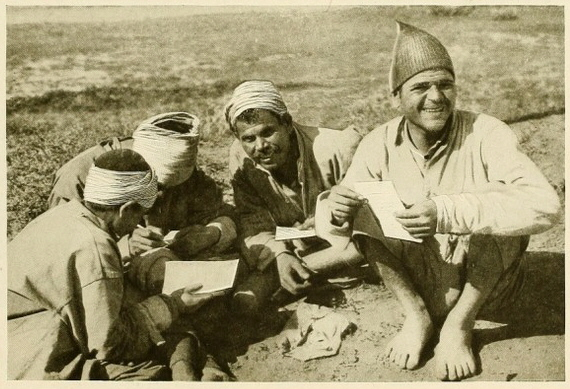
Travailleurs égyptiens (1919).

Enfants juifs à Jérusalem (entre 1921 et 1923)

En 1920, la majorité des 750 000 habitants environ de la Palestine étaient des musulmans de langue arabe, y compris une population bédouine (estimée à 103 331 lors du recensement de 1922, concentrés dans la région de Beer-Sheva, ainsi que dans la zone à l’est et au sud de cette ville). On y trouvait également des Juifs (environ 83 000 en 1922, soit 11 % de la population totale) tout comme des groupes plus petits de Druzes, Syriens, Soudanais, Circassiens, Égyptiens, Grecs et Arabes d’Hedjaz.

Les recensements, effectués à l’époque par les Britanniques, ne pouvaient tenir compte de l’immigration illégale des Juifs et il n’y avait pas assez d’informations pour fournir des estimations de ces nombres. Certains chercheurs ont donc utilisé des données de recensements provenant de régions environnantes et des modèles statistiques, couplés aux recensements élaborés par les Britanniques, dans le but d’estimer les immigrations clandestines durant cette période.

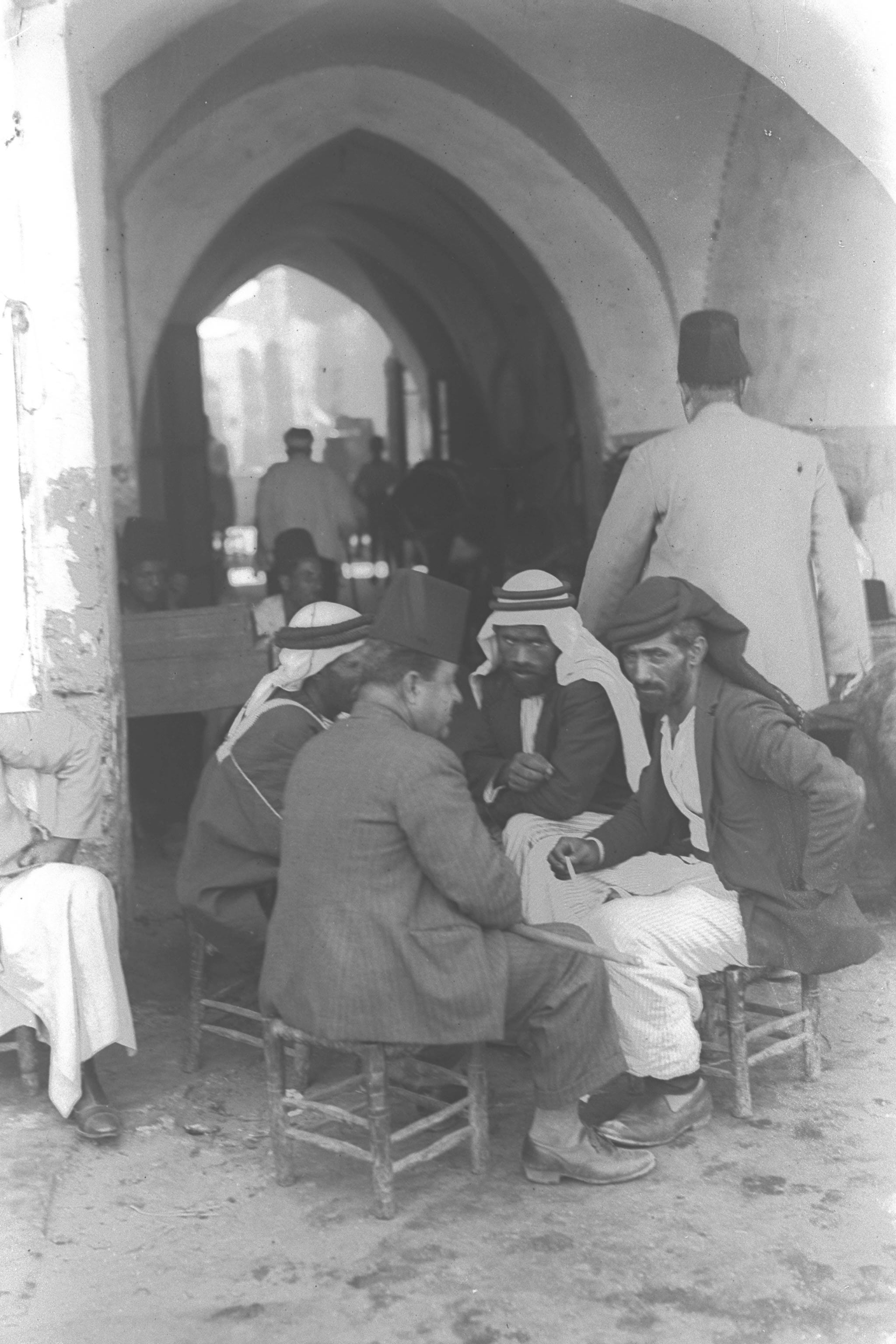
Arabes dans un café de la vieille ville de Jérusalem (1934).

En 1920, un rapport de la Société des Nations évalue la population globale à 700 000 personnes, dont 76 000 Juifs. En 1922, le premier recensement de la Palestine est effectué par les autorités britanniques et est alors dénombrée une population de 757 182 habitants. En 1931, le second recensement de la Palestine fait apparaître une augmentation de la population totale, la faisant passer à 1 035 154 habitants , dont environ 17 % de Juifs. Il était prévu un troisième recensement en 1941 mais la Seconde Guerre mondiale rend impossible sa réalisation. Il n’y eut plus de recensement jusqu'au premier recensement pratiqué par l'État d'Israël, à la fin de 1948. Les statistiques ont été maintenues en comptant les naissances, les décès et les migrations. Certaines données, telles que l’immigration illégale, ne peuvent être estimées qu’approximativement. Le Livre blanc de 1939, qui mettait en place des restrictions concernant l’immigration des Juifs, déclarait que le nombre de Juifs « s’élevait à 450 000 » et approchait « le tiers de la population totale du pays ». En 1945, une étude montre que la population se monte à 1 845 560 habitants, dont 1 076 780 musulmans, 608 230 juifs, 145 060 chrétiens et 15 490 personnes d’autres groupes.
| Année | Total     | Musulmans        | Juifs          | Chrétiens     | Autres       |
| ----- | --------- | ---------------- | -------------- | ------------- | ------------ |
| 1922  | 752 048   | 589 177 (78 %)   | 83 790 (11 %)  | 71 464 (10 %) | 7 617 (1 %)  |
| 1931  | 1 033 314 | 759 700 (74 %)   | 174 606 (17 %) | 88 907 (9 %)  | 10 101 (1 %) |
| 1945  | 1 845 960 | 1 076 780 (58 %) | 608 230 (33 %) | 145 060 (8 %) | 15 490 (1 %) |

Selon les données provenant de Survey of Palestine de 1945, la population musulmane est majoritaire dans l'ensemble des sous-districts à l'exception de ceux de Haïfa et de Jaffa ainsi que dans celui de Jérusalem, qui a des populations musulmane et juive équivalentes (qui forment ensemble 80 % de la population du sous-district).

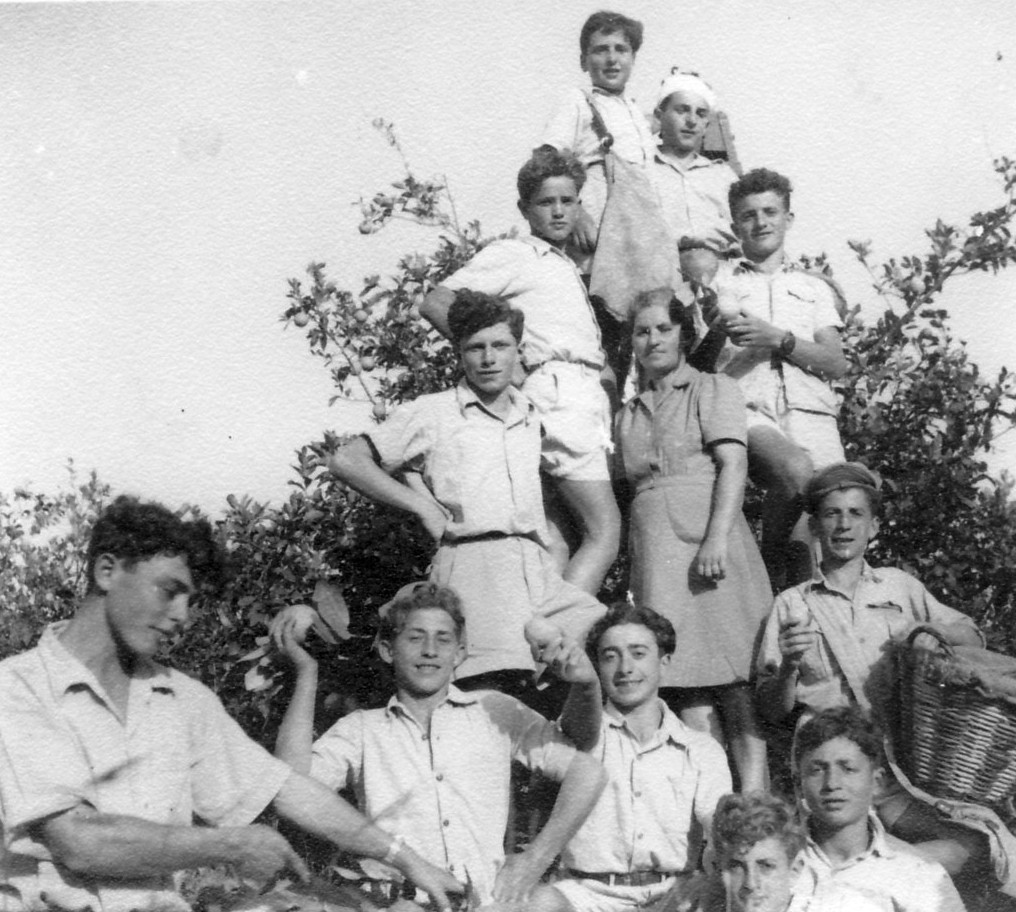
Jeunes Juifs, pendant la récolte des oranges (1946).

| Année | Estimation du nombre de Juifs, |
| ----- | ------------------------------ |
| 1915  | 87 500                         |
| 1931  | 174 000                        |
| 1936  | > 400 000                      |
| 1947  | 630 000                        |

### Éducation

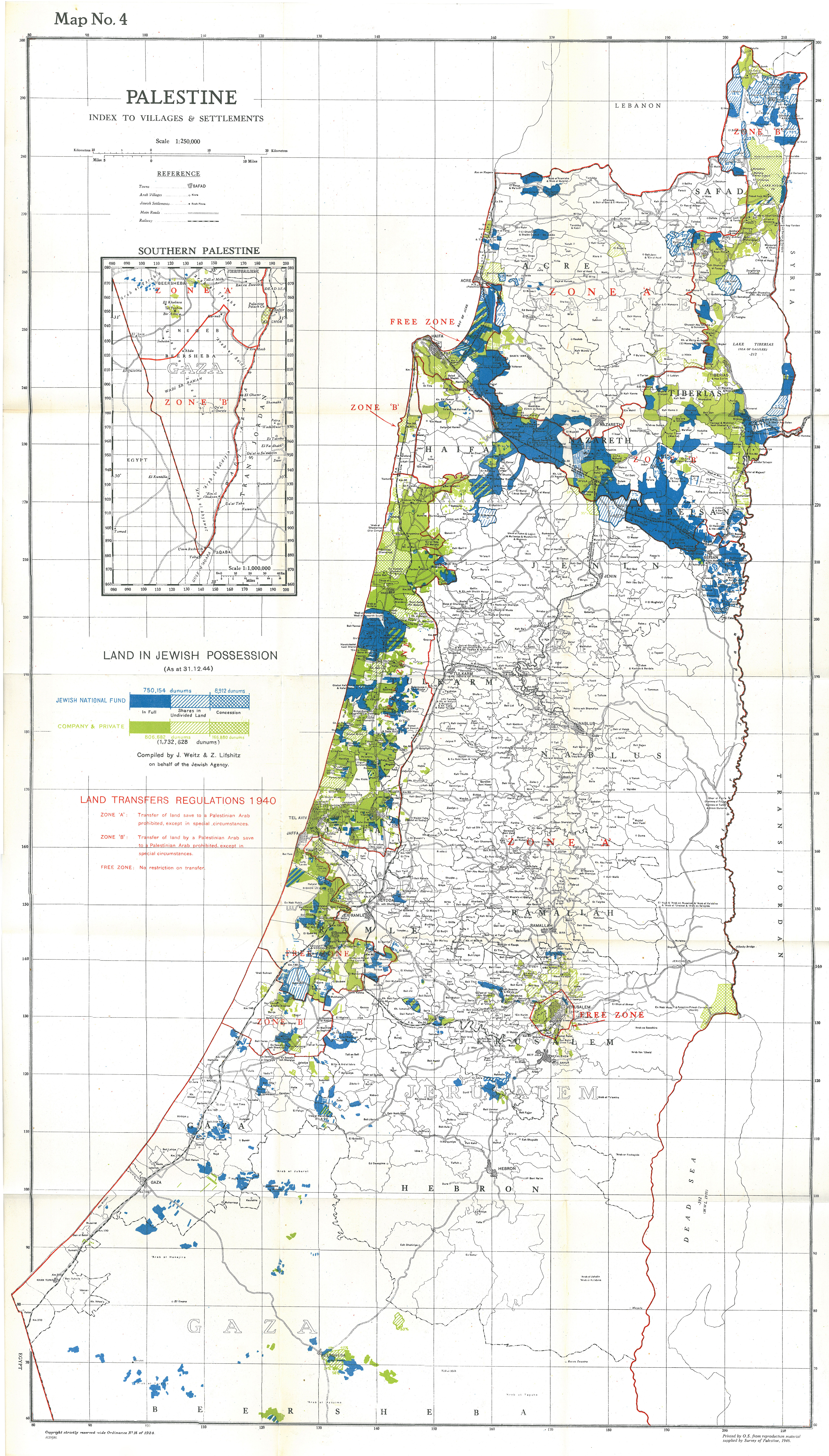
Propriétés foncières des organisations et des personnes juives en 1944.

Le système éducatif du mandat britannique était une continuation directe de celui inauguré par les Ottomans. Les cours des écoles palestiniennes, sous mandat, comprenaient le développement de la société humaine depuis les temps préhistoriques ainsi que l'histoire de la région et de l'administration britannique de celle-ci,. Les établissements primaires proposaient quatre à cinq années d'étude, au cours desquelles étaient enseignés la religion, l'arabe, l'arithmétique, l'hygiène, le dessin, l'anglais, le travail manuel et agricole. La population juive possédait ses propres institutions, notamment les premières écoles intégrées et collèges pour les enfants des kibboutz et des moshavs.
Les rapports Hope-Simpson (en) (1930) et Peel (1937) reprochèrent à l'administration britannique de ne pas créer suffisamment de structures  éducatives. À la suite de cela, les Britanniques lancèrent un programme d'éducation agricole dans les villages, ce qui permit l'acquisition de nouveaux instruments, de nouvelles techniques agricoles ainsi que de nouvelles cultures (blé, maïs, épinard, laitue, chou, etc.). De 1928 à 1945, le nombre de « jardins éducatifs » passe d'approximativement 50 à 226 et à 100 pour les écoliers juifs. Durant cette période, la population juive fonde des universités: celle de Jérusalem puis celle de Tel-Aviv.
Des écoles protestantes ainsi que des établissements catholiques francophones gérés par les sœurs de Saint Joseph et les sœurs de Sion ouvrent pendant le mandat britannique, se consacrant à l'éducation des jeunes Palestiniennes, qu'elles soient musulmanes ou chrétiennes.

### Sport

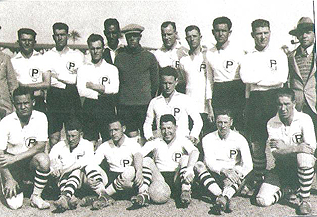
L'équipe nationale de la Palestine (PFA), composée de Juifs et d'Arabes, face à l'Égypte en 1931.

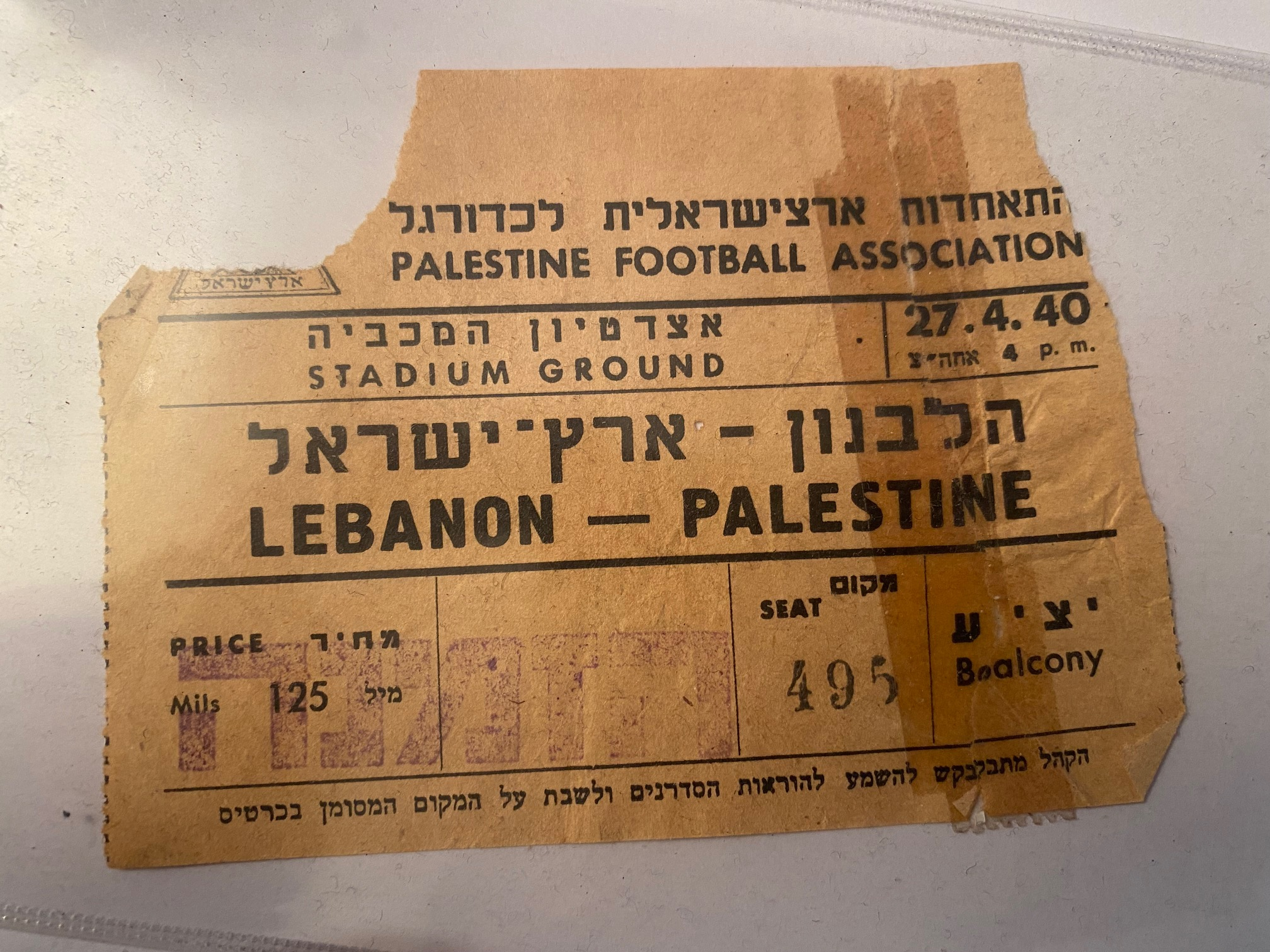
Billet pour le match entre la Palestine mandataire et le Liban (27 avril 1940)

L'équipe nationale de la Palestine Football Association (PFA), fondée en 1928 et reconnue par la FIFA, ne comprend aucun Palestinien musulman ou chrétien, durant le mandat britannique en Palestine. En effet, elle était « composée exclusivement de joueurs juifs et la musique jouée en ouverture d'un match de qualification à la Coupe du monde (en 1934) est la Hatikvah, l'hymne officiel du mouvement sioniste ». Le maillot de tous les joueurs de l'équipe nationale est brodé de l'initiale « P » pour Palestine, comme lors de leur tournée en Égypte, en 1930.
Une équipe nationale de Palestine avec ses joueurs juifs et arabes se produit lors de la Coupe du monde de football en 1934 en Italie et en 1938 en France.

## Économie

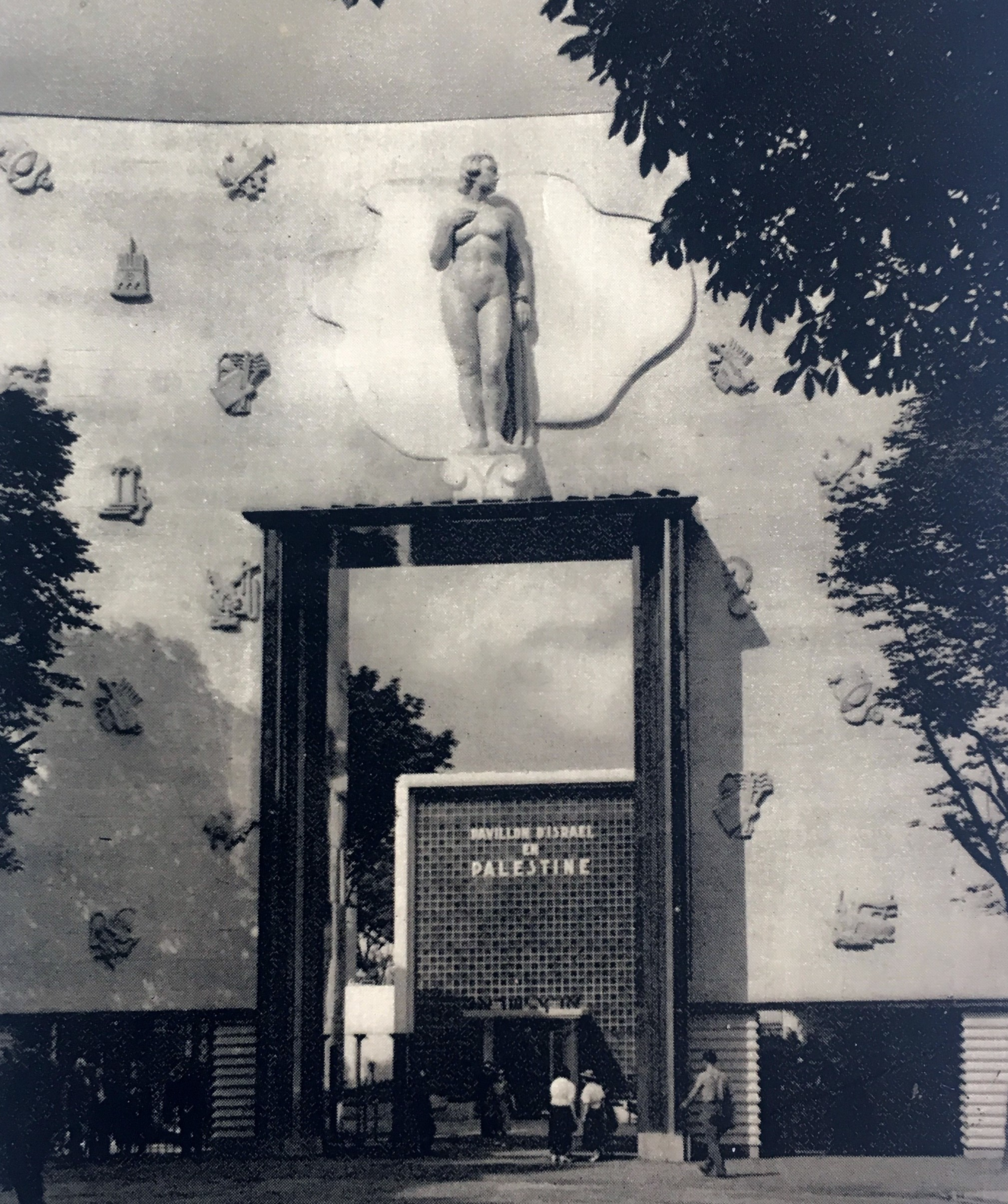
Pavillon d'Israël en Palestine [sic] à l'Exposition universelle de 1937, à Paris.

En 1923 est fondée la compagnie électrique Jaffa Electric Company par Pinhas Rutenberg qui fonde également, en 1934, la première compagnie aérienne Palestine Airways (en).
La Palestine mandataire était connectée aux territoires alors sous mandat français, avec lesquels elle partageait des liens économiques étroits remontant à la période ottomane, par des routes menant à Beyrouth et des voies ferrées vers Damas. Les projets d'expansion de ces réseaux par les Français et les Britanniques étaient bien accueillis. La région était considérée comme un réservoir commun de diverses matières premières, et un accès facile à celles-ci était crucial pour favoriser le développement industriel et agricole, qui a débuté après le milieu des années 1920 et a pris son essor dans les années 1930. La région était aussi un marché intérieur et une zone de transit. La Palestine était un marché d'exportation de premier plan, notamment vers la Syrie. L'économie de la Palestine s'est davantage intégrée à la région du Bilad al-Sham car en 1921, les Français et les Britanniques signent des accords de libre-échange entre leurs différents mandats dans la région. L'étroite intégration de la Palestine au sein de la région a été mise en évidence par une récession économique en 1926-1928 causée par les conditions politiques syriennes de 1925 à 1927 (voir Grande révolte syrienne).
La plus importante zone industrielle se trouvait à Haïfa.
À Tel Aviv, de 1923 à 1926, est édifiée une première usine textile, Lodzia House (« la maison de Lodz »), à proximité de la ligne de chemin de fer entre Jaffa-Jérusualem, créée par les autorités ottomanes à la fin du XIXe siècle . Les locaux étant devenus trop exigus, hommes et machines déménagent, en 1935, à Holon, au sud de Tel Aviv,.

### Propriété des terres
En 1931, le territoire de la Palestine mandataire avait une superficie de 26 625 600 dounams (26 625,6 km2), dont 8 252 900 dounams (8 252,9 km2) de terres arables et 17 224 328 dounams de terres incultivables.
Des statistiques officielles, montrent que les Juifs possédaient 1 393 531 dounams (1 393,53 km2) de terre en 1945. Estimer le volume total de terres que les propriétaires juifs avaient acquis après la création de l'État d'Israël le 14 mai 1948 et après la fin de la première guerre israélo-arabe en avril 1949, est compliqué, au vu des transferts non déclarés de terres et au vu également du manque de données sur les concessions de terres entre Arabes et Juifs par l’administration mandataire après le 31 mars 1936. Selon l'historien israélien Uri Avneri, les Juifs possédaient 1 850 000 dounams (1 850 km2) de terres en 1947. Stein estime cette superficie à 2 000 000 dounams (2 000 km2) en mai 1948.
En 1943, 1 542 680 dounams sont des terres appartenant à l'autorité britannique, dont 175 088 dounams sont cédés aux Juifs.

### Tourisme

Affiche sioniste par Franz Kraus de 1936, illustrant Jérusalem : « Visit Palestine ».

Le tourisme se développe lentement et parallèlement aux développements voulus par le mouvement sioniste au début du XXe siècle.
Pour le promouvoir, trois hôtels de luxe sont construits à la fin des années 1920 à Jérusalem dans le quartier de Mamilla, pour accueillir le flot de voyageurs issus des trois monothéismes et voulant se rendre sur les lieux saints : le King David Hotel (1930) pour les Juifs, le Palace Hotel (1929) pour les musulmans et le St-Julian Hotel pour les chrétiens — les touristes ne voulant plus loger dans les hôtels vieillots, les pensions de famille, les monastères ou sous des tentes comme encore au début du siècle. L'accueil hôtelier était également dépassé dans les lieux touristiques et historiques de Haïfa, Nazareth, Tibériade, Jaffa et Jérusalem à l'ère du mandat britannique, si bien que d'autres hôtels de qualité répondant aux normes européennes de confort sont construits dans les années 1930 sur le territoire palestinien.

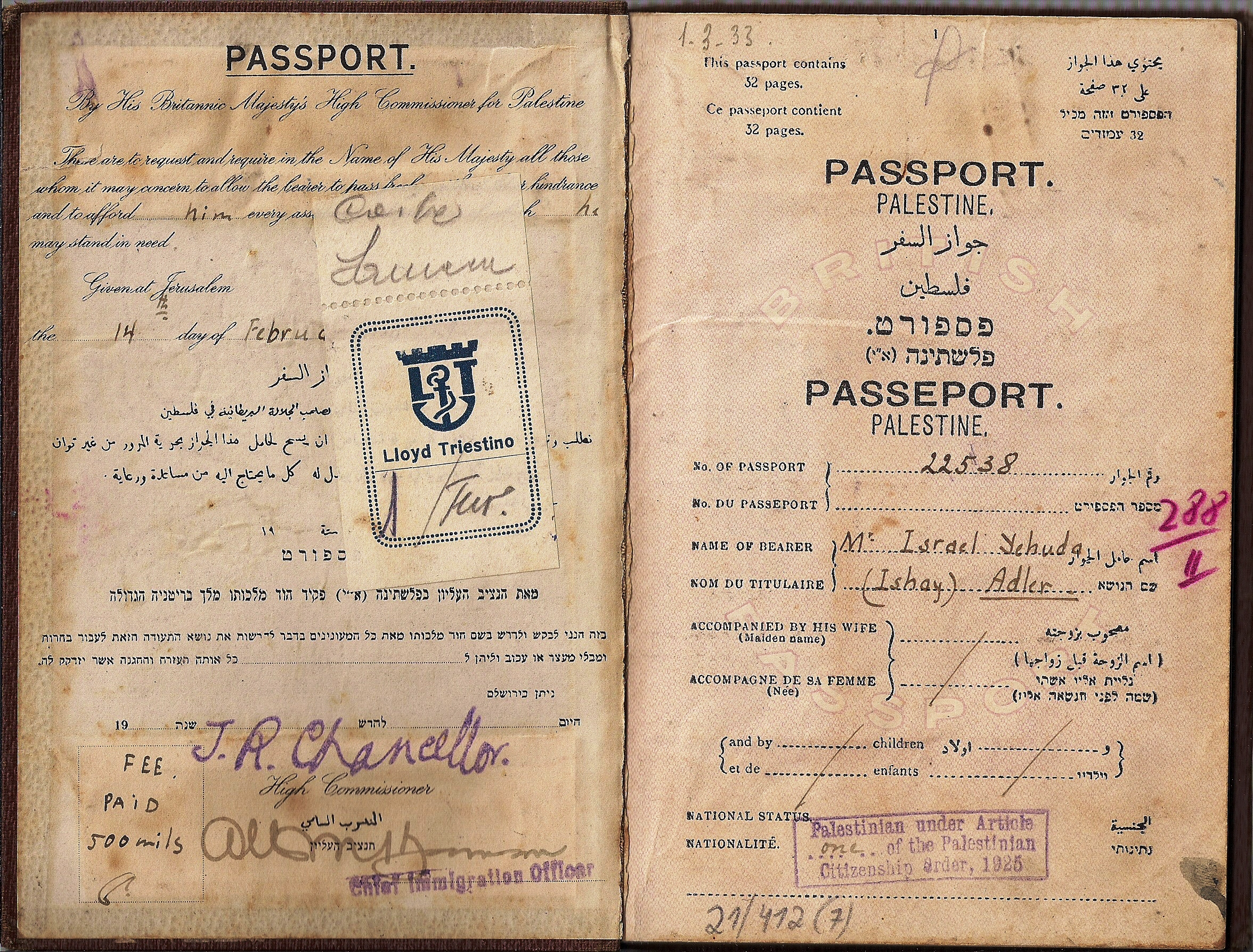
Passeport colonial britannique pour la Palestine délivré par le fonctionnaire britannique Albert Montefiore Hyamson pour Israel Yehuda (Ishay) Adler (1929).

Le tourisme national musulman se développe dans les années 1920 par le biais du Conseil musulman suprême (SMC) sous la direction du leader nationaliste palestinien Mohammad Amin al'Hadj al'Husseini (commanditaire du Palace Hotel) qui le promeut au moyen de guides et de programmes de pèlerinage pour les touristes musulmans, encouragé en cela par les mouvements nationalistes des pays arabes voisins, et fournit ainsi le début d'une identité culturelle, territoriale et politique aux musulmans de Palestine. Aussi montre-t-il la relation entre la construction de la nation, l'architecture, la mémoire et le tourisme, face à l'émigration sioniste et à la montée du tourisme juif florissant.
En 1934, les hôteliers juifs fondent une association nationale pour établir des normes de chambres d'hôtel et faire connaître les hôtels de Palestine appartenant aux Juifs, à travers la presse.
La richesse archéologique et naturelle au sein d'un territoire relativement peu étendu rend le territoire intéressant sur le plan touristique. Un département des antiquités est créé. Pendant l'entre-deux-guerres, les journaux sionistes publient des illustrations et des récits touristiques de la région. Le tourisme était utilisé pour encourager les Juifs européens à émigrer vers la région. En 1948, 4 500 touristes visitent le nouvel État juif.

## Administrateurs britanniques

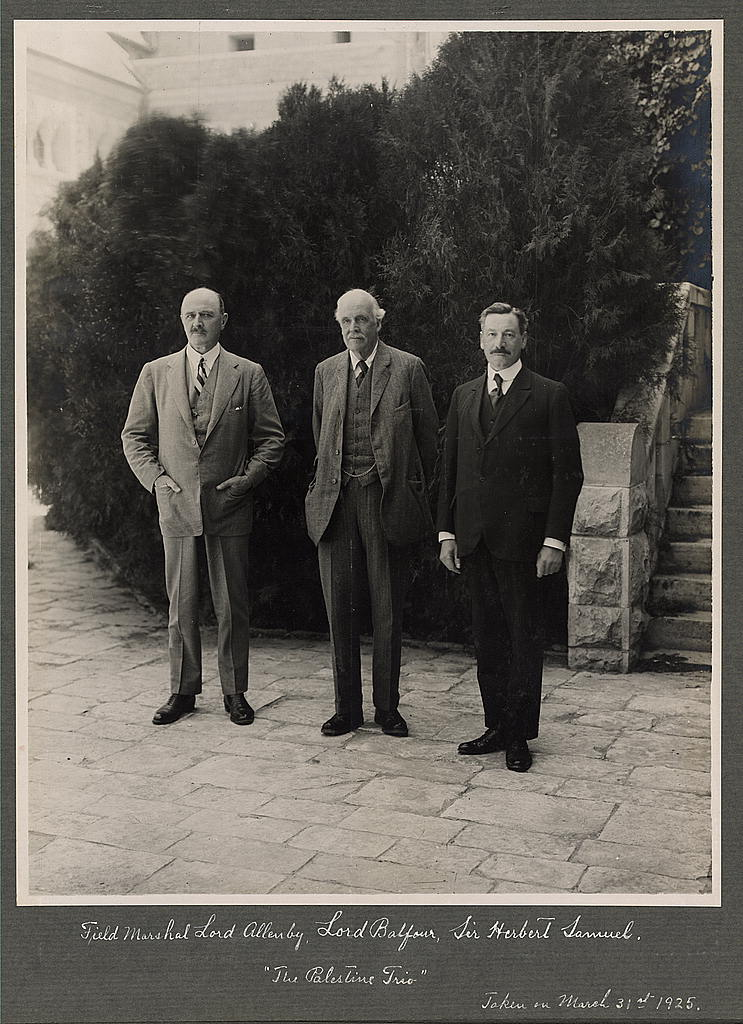
Les trois figures en 1925 : Edmund Allenby (à gauche), Arthur Balfour (au centre) et Herbert Samuel (à droite).

### Administrateurs britanniques de la Palestine
| Nom                          | Dates     |
| ---------------------------- | --------- |
| Edmund Allenby               | 1917-1918 |
| Sir Arthur Wigram Money (en) | 1918-1919 |
| General Louis Jean Bols      | 1919-1920 |

### Hauts commissaires britanniques pour la Palestine
| Nom                                 | Dates             |
| ----------------------------------- | ----------------- |
| Sir Herbert Louis Samuel            | 1920-1925         |
| Sir Gilbert Falkingham Clayton (en) | Mai-décembre 1925 |
| Herbert Onslow Plumer               | 1925-1928         |
| Sir Harry Charles Luke (en)         | 1928              |
| Sir John Chancellor                 | 1928-1931         |
| Sir Mark Aitchison Young            | 1931-1932         |
| Sir Arthur Grenfell Wauchope        | 1932-1937         |
| William Denis Battershill (de)      | 1937-1938         |
| Sir Harold MacMichael               | 1938-1944         |
| John Vereker                        | 1944-1945         |
| Sir Alan Gordon Cunningham          | 1945-1948         |

### Sources primaires
- (en) « Mandate for Palestine » [« Mandat pour la Palestine »], copie du mandat, certifiée conforme à l'original par le secrétaire général de la Société des Nations, sur Système d'information des Nations Unies sur la question de la Palestine, version proposée le 12 août 1922.